# City of Capitals
City of Capitals (rusky: Город Столиц) je multifunkční komplex dvou mrakodrapů, který se nachází v obchodní čtvrti Moskva-Siti v Moskvě. Nižší mrakodrap St. Petersburg má 65 pater a výšku 257 m. Vyšší mrakodrap Moscow má 76 pater a výšku 302 m. Výstavba probíhala v letech 2003 – 2010. Celková plocha je 288 680 m2, z toho nejvíce zabírají byty (přes 100 000 m2) a dále pak kanceláře (asi 80 000 m2). Dále se zde nachází obchodní pasáž, kinosály, restaurace a jiné zábavní prostory, samozřejmě je tu i garáž s přibližně 2000 parkovacími místy.